# مأزق (فلم)
مأزق (باليابانية: おとし穴) المعروف أيضًا باسم المأزق وكاشي لكودومو هو فيلم ياباني عام 1962 من إخراج هيروشي تيشيغاهارا ويعد من أهم أعماله، كتبه كوبو آبي. كان هذا أول تعاون بين تيشيغاهارا وآبي .

## القصة
رجل يتجول في بلدة تبدو مهجورة مع ابنه الصغير بحثًا عن عمل. ولكن بعد قليل من سوء الحظ، انضم إلى سكان البلدة من الأرواح الضائعة.

## روابط خارجية
- مقالات تستعمل روابط فنية بلا صلة مع ويكي بيانات